# Luetzelburgia pallidiflora
Luetzelburgia pallidiflora là một loài thực vật có hoa trong họ Đậu. Loài này được (Rizzini) H.C.Lima miêu tả khoa học đầu tiên.